# Moskovskaya
Moskovskaya ([mɐˈskofskəɪ̯ə ɐˈsobəɪ̯ə ˈvotkə]ⓘ en ruso: Моско́вская осо́бая во́дка tr.: Moskovskaya osobaya vodka «vodka especial de Moscú») es una de las primeras marcas rusas de vodka, producido en Rusia y embotellado en Riga, Letonia.

## Historia
Creado en 1894 por el imperio ruso, que ostentaba el monopolio de la producción comercial del vodka en Rusia.
Su producción fue interrumpida (junto con la de otras bebidas de alta graduación) tras la ley seca impuesta a principios de la Primera Guerra Mundial. La marca fue restaurada en 1925 en la Unión Soviética.
El vodka Moskovskaya ha sido reconocido por su etiqueta de color verde a través de la historia. Además de agua y alcohol, la receta estándar incluye pequeñas cantidades de bicarbonato y ácido acético.
Actualmente la marca pertenece, en Rusia, a la Soyuzplodimport (en ruso: Союзплодимпорт, Союз-Unión, плод-Fruta, импорт-importación), junto con un sinnúmero de marcas de vodka de herencia soviética, ha sido objeto de numerosas batallas legales. Tiene una marca hermana, Stolichnaya osobaya vodka (en ruso: Столичная особая водка, en español: Vodka especial de la capital) que mantiene su composición cambiando únicamente la estética de la botella por un color rojo.